# Paula Navarro
Paula Navarro Flores, nació en Compostela, Nayarit, en 1842. 
Hermana de Rosa Navarro. Durante su juventud enseñó a su hermana menor, las primeras letras. Es internada junto a Rosa en el Liceo de las Niñas de Jalisco, donde aprueba el examen para preceptora de primer orden.
Da clases en las comunidades rurales de la Sierra del Nayar y se afilia a la Logia Másonica Xóchitl, creada por Rosa. Escribió artículos políticos para el periódico tepicense, El Vigía del Pacífico. 
En 1892, tras la muerte de Rosa, Paula se convierte en la lideresa de la logia masónica.
Muere en Guadalajara a principios del siglo XX.